# Флуоресцентная гибридизация in situ
Флуоресце́нтная гибридиза́ция in situ, или метод FISH (англ. fluorescence in situ hybridization — FISH), — цитогенетический метод, который применяют для детекции и определения положения специфической последовательности ДНК на метафазных хромосомах или в интерфазных ядрах in situ. Кроме того, FISH используют для выявления специфических мРНК в образце ткани. В последнем случае метод FISH позволяет установить пространственно-временные особенности экспрессии генов в клетках и тканях.
Метод FISH используют в преимплантационной, пренатальной и постнатальной генетической диагностике, в диагностике онкологических заболеваний, в ретроспективной биологической дозиметрии.

## Зонды
При флуоресцентной гибридизации in situ используют ДНК-зонды (ДНК-пробы), которые связываются с комплементарными мишенями в образце. В состав ДНК-зондов входят нуклеозиды, меченные флюорофорами (прямое мечение) или такими конъюгатами, как биотин или дигоксигенин (непрямое мечение). При прямом мечении связавшийся с мишенью ДНК-зонд можно наблюдать при помощи флуоресцентного микроскопа сразу по завершении гибридизации. В случае непрямого мечения необходима дополнительная процедура окрашивания, в ходе которой биотин выявляют при помощи флуоресцентно-меченного авидина или стрептавидина, а дигоксигенин — при помощи флюоресцентно-меченых антител. Хотя непрямой вариант мечения ДНК-проб требует дополнительных реактивов и временных затрат, этот способ позволяет добиться обычно более высокого уровня сигнала за счёт присутствия на молекуле антитела или авидина 3—4 молекул флюорохрома. Кроме того, в случае непрямого мечения возможно каскадное усиление сигнала.
Для создания ДНК-зондов используют клонированные последовательности ДНК (например, NoiI-связующие клоны 3-й хромосомы человека, БАК-клоны), геномную ДНК, продукты ПЦР, меченые олигонуклеотиды, а также ДНК, полученную при помощи микродиссекции.
Мечение зонда может осуществляться разными способами, например, путём ник-трансляции или при помощи ПЦР с мечеными нуклеотидами.

## Процедура гибридизации
На первом этапе происходит конструирование зондов. Размер зонда должен быть достаточно большим для того, чтобы гибридизация происходила по специфическому сайту, но и не слишком большой (не более 1 тыс. п. о.), чтобы не препятствовать процессу гибридизации. При выявлении специфических локусов или при окраске целых хромосом надо заблокировать гибридизацию ДНК-проб с неуникальными повторяющимися ДНК-последовательностями путём добавления в гибридизационную смесь немеченой ДНК повторов (например, Cot-1 DNA). Если ДНК-зонд представляет собой двуцепочечную ДНК, то перед гибридизацией её необходимо денатурировать.
На следующем этапе приготавливают препараты интерфазных ядер или метафазных хромосом. Клетки фиксируют на субстрате, как правило, на предметном стекле, затем проводят денатурацию ДНК. Для сохранения морфологии хромосом или ядер денатурацию проводят в присутствии формамида, что позволяет снизить температуру денатурации до 70 °C.
Далее к препарату добавляют зонды и осуществляют гибридизацию около 12 часов. Затем проводят несколько стадий отмывок для удаления всех негибридизовавшихся зондов.
Визуализацию связавшихся ДНК-зондов проводят при помощи флуоресцентного микроскопа. Интенсивность флуоресцентного сигнала зависит от многих факторов — эффективности мечения зондом, типа зонда и типа флуоресцентного красителя.